# Distretto di Ruifang
Il distretto di Ruifang (瑞芳區S, Ruìfāng QūP) è un distretto della municipalità di Nuova Taipei, situata a Taiwan.